# 早期人類遷徙

早期人類遷徙主要路徑圖（数字代表智人迁徙距今年份）
直立人
尼安德特人
智人

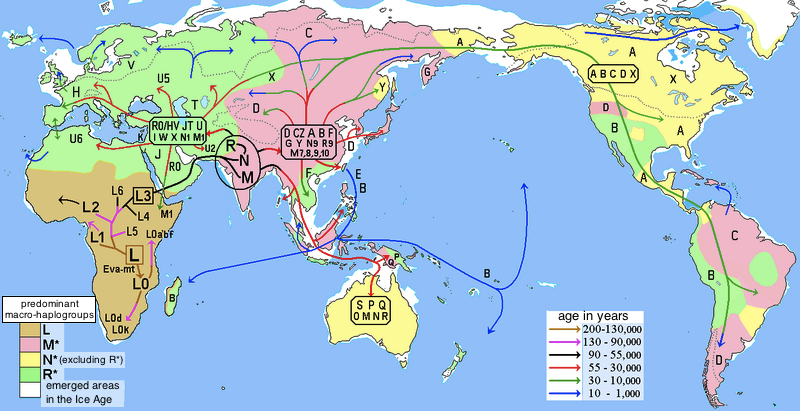
人類粒線體DNA單倍體群分布研究

現代人類的擴散描述了智人如何在地球上擴散。 據說大約在30萬年前智人出現並開始遷徙。 根據人類單地起源說，距今約7萬至5萬年離開東非的智人是現代人類的祖先。據信，人類在約7萬至5萬年前開始向近大洋洲遷移，並在約 40,000 年前分散到整個歐洲。 然而，早在這之前就有智人離開非洲。 以色列發現了 194,000至177,000 年前的智人化石，希臘發現了距今約 210,000 年前的智人化石。
由於現代人類和古代人類的雜交，據信人們的基因組中有一小部分尼安德特人基因。
古北亞人在末次冰盛期後穿過白令陸橋，人類在大約 20,000 年前到達美洲。 在全新世期間，人類也開始在極地地區定居，例如歐亞大陸北部（12,000 年前）和格陵蘭和加拿大的北極地區（4,000 年前）。 南島人於公元一千年首次抵達波利尼西亞。
該主題之研究基于現存之化石、文物、遺跡、DNA，以及語言等證據作出之推論。

## 早期擴散

### 遍布非洲
據說智人大約在 30 萬年前出現在非洲。 這一估計得出的結論是，在摩洛哥的 Jebel Irhoud 地層中發現的頭骨和數個據信具有相似年代的石器，通過熱釋光測年法測得距今 31.5 ± 34,000 年。 在這次發掘之前，已知最早的智人遺骸是Omo remains，於1967年至1974年間在埃塞俄比亞的奧莫國家公園出土，而這具化石大約有20萬年的歷史，因此此前認為智人起源於20萬年前。 1932年在南非出土的Florisbad頭骨估計距今25.9萬年，但不確定是否為智人，有多種說法。
根據電腦斷層掃描確定了早期現代人的共同祖先頭骨的形狀，表明現代人的起源可以追溯到 26 萬至 35 萬年前。
2019年，人類學家報告稱，在希臘南部的Apidima洞穴發現了21萬年前的智人遺骸和17萬年前的尼安德特人遺骸。 這比在歐洲發現的最古老的智人遺骸還要早 150,000 年。
大約 20 萬年前，早期現代人類從歐亞大陸西部向中部擴散，但在歐亞大陸他們輸掉了與古人類的生存競爭。 另一方面，在撒哈拉以南非洲，早期現代人類的繁榮足以促成阿舍利文化（大約 13 萬年前）的終結，而特別是在西非，古代人類一直生活到 12,000 年前。
現代科伊桑人的祖先在 15 萬年前，有人說是 26 萬年前就散佈到南部非洲。 到 13 萬年前，在海洋氧同位素第 5 階段開始之前，非洲南部和東到中非的科伊桑祖先單倍群 L0 (mtDNA) 種群有兩個大單倍群 L1-6 (mtDNA) 種群（所有非科伊桑現代人的祖先）。 125,000 至 75,000 年前，單倍群 L0 種群大規模遷移到東非。
俾格米人的祖先在 6 萬年前（大概在 13 萬年前）就廣泛分佈於中非。
在西非發現的化石較少，這使得研究比在非洲其他地區更加困難。 據估計，他們在13萬年前到達薩赫勒地區，但在西非熱帶地區尚未發現13萬年前的智人化石。 在西非，中石器時代一直持續到全新世初期，與非洲其他地區相比相對較晚，這表明此時已經存在古人類並與智人雜交。

### 早期從北非傳播
智人被認為是在 177,000 年前在非洲出現。 智人在 130,000 到 115,000 年前通過黎凡特到達歐洲。
在以色列的 Misliya 洞穴中發現了距今約 185,000 年前的智人顎骨碎片。 在距今 25 萬年到 14 萬年前的地層中的同一個洞穴中發現了用勒瓦婁哇技法製造的打製石器。
較早離開非洲的智人並沒有形成永久性定居點，而到 8 萬年前，智人的分佈已經開始縮小。 它可能在 125,000 年前到達中國大陸，但如果是這樣，就沒有現代人類的遺傳證據，人口就會滅絕。
現代人類至少在 125,000 年前離開非洲，並通過兩種方式傳播到歐亞大陸。 一條路線是從尼羅河谷到中東，到達巴勒斯坦，在拿撒勒附近的 Kafzeh 洞穴中發現了 120,000 至 100,000 年前的骨頭。 另一條路線是在海平面低、寬度比今天窄的曼德海峽附近穿過紅海，穿過阿拉伯半島，到達現在的阿拉伯聯合酋長國和印度大陸。 路線的亞洲一側沒有發現現代人類化石，但在今阿拉伯聯合酋長國（125,000 年前）和阿曼（106,000 年前）發現了明顯相似的石器，並與 75,000 年前的- 在印度 Jwarapuram 發現的舊石器，推測都是智人的工具。 這些石器的發現支持了現代人類在10萬年前到達中國大陸南方的理論。 在中國廣西壯族自治區崇左市智人洞和柳江縣通天岩洞窟發現了距今約 10 萬年的現代人類和遠古人類化石。分別發現了號稱生活於9000至111000年前的柳江人。 此外，在廣西壯族自治區陸那洞發現了帶有牙齒的人骨，表明右上第二磨牙和左下第二磨牙來自12.6萬年前。 根據現代人的Y染色體和線粒體中沒有留下從非洲傳播到中東、印度和中國的人類痕跡的分析結果，早期從非洲出現的智人在和遠古人類的生存競爭中失敗，據信被同化。
對線粒體 DNA 的分析表明，現代人類至少經歷了一次瓶頸效應，導致遺傳多樣性急劇喪失。 人類學家 Henry Harpending 寫道，人類大約在 10 萬年前從一個有限的地理區域擴散開來，但在大約 5 萬年前經歷了地理瓶頸效應。據信人口在前段時間從非洲開始急劇增長，其他地區也經歷了人口快速增長。 氣候和地質痕跡顯示了瓶頸效應的證據。 大約 74,000 年前之多峇火山爆發，是第四紀最大規模的火山噴發之一，接下來持續 1,000 年的寒冷期可能使得地球人口快速減少。 據估計，只有 15,000 人倖存下來，這可能導致了更大的遺傳漂變和奠基者效應。 非洲基因組的多樣性被認為表明非洲是多峇事件期間人類的避難所。 然而，最近的報告表明，當假設演化發生在多個地區且雜交發生在歐亞大陸而不是假設人類單地起源說時，古代 DNA 分析會更準確。 其他人則主張更大的一致性。 其他人則認為多峇事件對當時的地球人口影響不大。

## 直立人
直立人約在180萬年前，通過黎凡特走廊，遷住歐亞大陸。在2017年研究證據使科學家提出的證據提出了新的可能，意識到早在12萬年前，早期的一批智人可能已經到達亞洲，並與直立人留下共同混合基因

## 前人
前人約於80萬年前、海德堡人約於60萬年前離開非洲，他們再演化成尼安德特人，在2017年提出的證據提出即在27萬年前，更早一批的智人遷移中可能留下尼安德特人基因組中的混合物
。

## 智人
智人（現代人類）于20萬年前左右在非洲大致演化完成，後來亦展開了遷徙旅程。

### 粒線體DNA分析
據人類粒線體DNA單倍體群的分析研究，約於13萬至9萬年前，一支粒線體單倍群 L3 智人離開了非洲，可能是從東非由陸路經西奈半島入黎凡特，或由海路從非洲之角越過紅海到達阿拉伯半島南方，擴遷至西亞棲息。粒線體單倍群 L3 在東非、阿拉伯半島棲息多年後，其後裔粒線體單倍群 M 與粒線體單倍群 N 從西亞往南亞遷徙，粒線體單倍群 M 約在7萬年前演化成粒線體單倍群 M2，與其他粒線體單倍群 M 的後裔，粒線體單倍群 M3、M4'30、M5、M6、M25、以及這些單倍群的演化群，定居在印度次大陸；粒線體單倍群 M 在5萬年前演化成粒線體單倍群 M31 與 M32，他們渡海定居在安達曼群島。